# Cyrtolabulus caputabnormis
Cyrtolabulus caputabnormis är en stekelart som beskrevs av Gusenleitner 2000. Cyrtolabulus caputabnormis ingår i släktet Cyrtolabulus och familjen Eumenidae. Inga underarter finns listade i Catalogue of Life.